# Canthophrys gongota
Genre
Espèce
Statut de conservation UICN

 LC  : Préoccupation mineure
Canthophrys gongota est une espèce de poissons téléostéens de la famille des Cobitidae et de l'ordre des Cypriniformes. C'est la seule espèce du genre monotypique Canthophrys.